# Карл Вільгельм Тіло
Карл Вільгельм Тіло (нім. Karl Wilhelm Thilo; 23 лютого 1911, Лар — 8 квітня 1997, Обераммергау) — німецький штабний офіцер і воєначальник, оберст Генштабу вермахту, генерал-лейтенант бундесверу.

## Біографія
Після закінчення середньої школи в 1930 році вступив в 19-й (баварський) піхотний полк 7-ї дивізії. Як ад'ютант 40-го піхотного полку брав участь в Німецько-радянській війні, бився піл Брянськом, Орлом і Тулою. Після закінчення Військової академії в грудні 1942 року служив в оперативному відділу ОКГ. В кінці Другої світової війни взятий в полон. В жовтні 1947 року звільнений. У доповідній записці він писав: "Всі стрільці будуть розстріляні. Села, з яких лунають постріли, спалити, всіх чоловіків розстріляти". Як перший офіцер Генерального штабу (Ia) 1-ї гірської дивізії, відповідальний за оперативне планування, Тіло віддавав накази про розстріл підозрюваних у партизанській діяльності в Греції та Чорногорії. У квітні 1992 року борці за мир з Pax Christi і Раймунд Камм (Bündnisgrüne), член земельного парламенту, представили матеріали справи, які доводять причетність Тіло до заходів з відшкодування збитків на Балканах. Наприкінці війни Тіло брав активну участь в оперативному плануванні ОКХ. Серед іншого, Бреслау, Данциг, Кенігсберг і Берлін мали утримуватися як фортеці до останньої людини, не зважаючи на цивільне населення.
Після звільнення працював на паперовій фабриці в Аугсбурзі. В серпні 1956 року вступив в бундесвер й очолив 2-й штаб сухопутних військ і штаб 2-го корпусу в Ульмі. З 1 жовтня 1961 по 31 грудня 1964 року — заступник інспектора сухопутних військ. З 16 квітня 1965 року — командир 1-ї гірської дивізії, з 1 жовтня 1967 року — 2-го корпусу. 1 жовтня 1970 року звільнений у відставку.

## Нагороди
- Медаль «За вислугу років у Вермахті» 4-го класу (4 роки)
- Залізний хрест 2-го і 1-го класу
- Орден «За заслуги перед Федеративною Республікою Німеччина», великий офіцерський хрест